# Koordinatenfläche
Koordinatenflächen sind Flächen in einem Koordinatensystem, die entstehen, wenn an einem Punkt eine Koordinate konstant gehalten wird und die übrigen variabel bleiben. In krummlinigen Koordinatensystemen stehen die lokalen Basisvektoren senkrecht auf den Koordinatenflächen und können auf Grund dieser Eigenschaft berechnet werden. Stehen diese Basisvektoren paarweise aufeinander senkrecht, so handelt es sich um ein orthogonales Koordinatensystem.

## Definition mit kartesischen Koordinaten im R3
Sei {\displaystyle (x_{0}\mid y_{0}\mid z_{0})} ein Punkt des {\displaystyle \mathbb {R} ^{3}}. Die Koordinatenflächen durch diesen Punkt sind die drei Ebenen
{\displaystyle K_{1}(x,y)={\begin{pmatrix}x\\y\\z_{0}\end{pmatrix}},x,y\in \mathbb {R} ,\quad K_{2}(x,z)={\begin{pmatrix}x\\y_{0}\\z\end{pmatrix}},x,z\in \mathbb {R} ,\quad K_{3}(y,z)={\begin{pmatrix}x_{0}\\y\\z\end{pmatrix}},y,z\in \mathbb {R} }.
Das bedeutet: eine der drei Koordinaten ist konstant und die beiden anderen parametrisieren die Fläche.

## Verallgemeinerung
Die Definition der Koordinatenfläche kann in entsprechender Weise – eine Koordinate bleibt jeweils konstant – auf andere Koordinatensysteme und Räume höherer Dimension sowie auf Mannigfaltigkeiten verallgemeinert werden. Die Koordinatenflächen sind stets Hyperflächen des Raumes bzw. der Mannigfaltigkeit.

## Bemerkungen
- In zweidimensionalen Räumen sind die Koordinatenflächen mit den Koordinatenlinien identisch.
- Krummlinige Koordinaten gehen aus den kartesischen Koordinaten durch eine umkehrbar eindeutige Koordinatentransformation hervor. Dabei können allerdings Koordinatensingularitäten auftreten, d. h. es gibt singuläre Punkte, die in krummlinigen Koordinaten nicht eindeutig darstellbar sind. An diesen Punkten ist die entsprechende Funktionaldeterminante gleich null.
- Zwei Koordinatenflächen an einem Punkt schneiden sich in einer Koordinatenlinie.

## Koordinatenflächen in speziellen Koordinatensystemen
- Geradlinige Koordinatensysteme:

In kartesischen Koordinatensystemen und affinen Koordinatensystemen sind alle Koordinatenflächen Ebenen, die parallel zu den Koordinatenebenen liegen.
- Krummlinige Koordinatensysteme

- Zylinderkoordinaten mit Koordinaten {\displaystyle (r,\varphi ,z)}

Für Punkte auf der z-Achse gibt es keine eindeutige Koordinatendarstellung: hier ist {\displaystyle r=0}, aber {\displaystyle \varphi } beliebig.
Als Koordinatenfläche durch den Punkt {\displaystyle (r_{0}\mid \varphi _{0}\mid z_{0})} ergibt sich
- für konstanten Radius {\displaystyle r_{0}} eine Zylinderfläche mit der z-Achse als Zylinderachse
- für festen Winkel {\displaystyle \varphi _{0}} eine Halbebene mit der z-Achse als Rand
- für konstanten Wert von {\displaystyle z_{0}} eine Ebene senkrecht zur z-Achse
- Kugelkoordinaten mit Koordinaten {\displaystyle (r,\theta ,\varphi )}

Für Punkte auf der Polachse gibt es keine eindeutige Koordinatendarstellung: hier ist {\displaystyle \theta =0} oder {\displaystyle \theta =\pi }, aber {\displaystyle \varphi } beliebig.
Als Koordinatenfläche durch den Punkt {\displaystyle (r_{0}\mid \theta _{0}\mid \varphi _{0})} ergibt sich
- für konstanten Radius {\displaystyle r_{0}} eine Kugelfläche mit dem Koordinatenursprung als Mittelpunkt
- für festen Winkel {\displaystyle \theta _{0}} eine Kegelfläche mit der Polachse {\displaystyle (\theta =0)} als Kegelachse, die für {\displaystyle \theta _{0}=\pi /2} zu einer Ebene durch den „Äquator“ wird und für {\displaystyle \theta _{0}=0} zu einer Geraden durch den „Nordpol“ und für {\displaystyle \theta _{0}=\pi } zu einer Geraden durch den „Südpol“ entartet
- für konstanten Wert von {\displaystyle \varphi _{0}} eine Halbebene mit der Polachse als Rand.

## Lokale Basisvektoren
In geradlinigen Koordinatensystemen gibt es eine Basis für den gesamten Vektorraum, in krummlinigen muss an jedem Punkt eine lokale Basis berechnet werden. In der Tensorrechnung unterscheidet man wegen ihres unterschiedlichen Verhaltens bei Koordinatentransformationen zwischen kovarianten und kontravarianten Basisvektoren. Die kovarianten Basisvektoren sind tangential zu den Koordinatenlinien gerichtet: siehe Beispielrechnung für Kugelkoordinaten. Die kontravarianten lokalen Basisvektoren stehen senkrecht auf den Koordinatenflächen und können durch Bildung des Gradienten berechnet werden. Mit Hilfe des Skalarproduktes kann der Winkel zwischen den Basisvektoren bestimmt werden. Die Polar-, Zylinder- und Kugelkoordinaten erweisen sich dabei als orthogonale Koordinatensysteme.

### Beispiel (Zylinderkoordinaten)
Die Koordinatentransformation von Zylinderkoordinaten {\displaystyle (r,\varphi ,z)} zu kartesischen Koordinaten {\displaystyle (x,y,z)} lautet:
{\displaystyle r={\sqrt {x^{2}+y^{2}}}}
{\displaystyle \varphi =\arctan {\frac {y}{x}}}
{\displaystyle z=z}.
Die lokalen kontravarianten Basisvektoren {\displaystyle \textstyle {\vec {b}}^{1},{\vec {b}}^{2}} und {\displaystyle \textstyle {\vec {b}}^{3}} an einem Punkt werden in der Tensorschreibweise mit einem oben stehenden Index versehen und stehen senkrecht auf den Koordinatenflächen. Rechnerisch ergeben sie sich als Gradienten der drei Funktionen der Koordinatentransformation, denn der Gradient steht stets senkrecht auf den Niveauflächen (r = konst., {\displaystyle \varphi } = konst., z = konst.) und zeigt in Richtung des stärksten Anstieges.
Wegen
{\displaystyle {\frac {\partial r}{\partial x}}={\frac {1}{2}}{\frac {1}{\sqrt {x^{2}+y^{2}}}}2x={\frac {x}{r}}={\frac {r\cos \varphi }{r}}=\cos \varphi } ,
{\displaystyle {\frac {\partial \varphi }{\partial x}}=-{\frac {1}{1+{\frac {y^{2}}{x^{2}}}}}{\frac {y}{x^{2}}}=-{\frac {y}{x^{2}+y^{2}}}=-{\frac {y}{r^{2}}}=-{\frac {r\sin \varphi }{r^{2}}}=-{\frac {1}{r}}\sin \varphi }
und ähnlichen Rechnungen ergeben sich die kontravarianten Basisvektoren
{\displaystyle {\vec {b}}^{1}={\begin{pmatrix}{\frac {\partial r}{\partial x}}\\{\frac {\partial r}{\partial y}}\\{\frac {\partial r}{\partial z}}\end{pmatrix}}={\begin{pmatrix}\cos \varphi \\\sin \varphi \\0\end{pmatrix}},\quad {\vec {b}}^{2}={\begin{pmatrix}{\frac {\partial \varphi }{\partial x}}\\{\frac {\partial \varphi }{\partial y}}\\{\frac {\partial \varphi }{\partial z}}\end{pmatrix}}={\frac {1}{r}}{\begin{pmatrix}\ -\sin \varphi \\\cos \varphi \\0\end{pmatrix}},\quad {\vec {b}}^{3}={\begin{pmatrix}{\frac {\partial z}{\partial x}}\\{\frac {\partial z}{\partial y}}\\{\frac {\partial z}{\partial z}}\end{pmatrix}}={\begin{pmatrix}0\\0\\1\end{pmatrix}}}
an den entsprechenden Punkten.
Die Basisvektoren haben die Längen
{\displaystyle |{\vec {b}}^{1}|={\sqrt {{\vec {b}}^{1}{\vec {b}}^{1}}}=1,\quad |{\vec {b}}^{2}|={\sqrt {{\vec {b}}^{2}{\vec {b}}^{2}}}={\frac {1}{r}},\quad |{\vec {b}}^{3}|={\sqrt {{\vec {b}}^{3}{\vec {b}}^{3}}}=1}
und sind paarweise zueinander orthogonal, denn es gilt:
{\displaystyle {\vec {b}}^{i}{\vec {b}}^{j}=0\quad (i,j\in \{1,2,3\},i\neq j)}.
Die Zylinderkoordinaten bilden somit ein orthogonales Koordinatensystem.